# Zangers en musici in een ei
Zangers en musici in een ei is een schilderij van een navolger van Jheronimus Bosch in het Museum voor Schone Kunsten in de Franse stad Rijsel.

## Voorstelling
Het stelt een zingend gezelschap in een ei voor. Sommige figuren dragen vogels of voorwerpen op het hoofd, zoals een ooievaar, een duiventil, een trechter, een beker en een door vogels bespotte uil. Uit het ei steken twee takken. Aan de linker hangt een mand met etenswaren en een kruik, aan de rechter een aal. In het ei zitten een aantal kleinere openingen, waarin weer andere figuren te zien zijn: een aap, een luitspelend wezen, een beurzensnijder, die de dirigerende monnik berooft, en een hand die zich strekt naar een gebraden vis en daarbij beloerd wordt door een kat. Rechtsonder bevindt zich een groep kleine figuurtjes rondom een tafel.

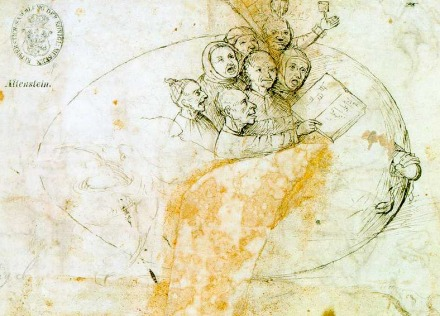
Jheronimus Bosch. Zangers in het ei. Pen en bruine inkt op papier (?). Berlijn, Kupferstichkabinett.

De voorstelling wordt door sommige auteurs gezien als koorzang van de ketterij. De vele op slechtheid wijzende details zouden hierop betrekking hebben en ook het ei zelf zou verband houden met duivelse alchemie. Volgens Bosch-auteur Dirk Bax is het een voorstelling van ontaarde feestpret. met symbolen van ontucht (ooievaar en duiventil) en bedrog (trechter). Het zingende gezelschap vormt in zekere zin de dooier van het ei. ‘Dooi’ of ‘door’ is een Middelnederlands woord voor zot. Ook van Pieter Bruegel de Oude is een dergelijke voorstelling bekend, getiteld De drinkende zot in een ei. Het werk is dus een hekeling van dwaas gedrag en een afwijzing van vermaak. De aal, verwijst naar een soort bier (denk aan het Engelse ale). De hele voorstelling is vergelijkbaar met Het narrenschip en de alleen als kopie bewaard gebleven Pretmakers in een mossel op zee en De blauwe schuit, waar eveneens laveloos gedrag aan de kaak wordt gesteld. Een van de zangers, in grijze pij, gaat zo op in zijn gezang, dat hij niet merkt dat hij bestolen wordt, op dezelfde manier als een van de figuren in De goochelaar.

## Toeschrijving en datering

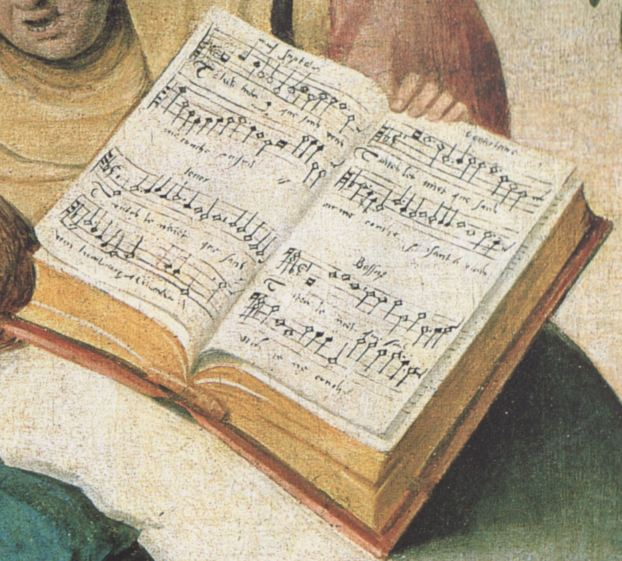
Detail.

Hoewel het werk in de stijl van Bosch is geschilderd, is het niet van de meester zelf. Een belangrijke aanwijzing hiervoor zijn de opschriften in het opengeslagen boek. Hierin staan noten en teksten van een lied van de koormeester van keizer Karel V, Thomas Crecquillon. Dit lied, waarvan de aanhef luidt ‘Toutes les nuicts que sans vous je me couche Pensant à vous’, stamt uit 1549 en werd in 1561 uitgegeven, ruim na Bosch' dood. Vroeger dacht men dat het hier ging om een kopie naar een verloren gegaan origineel van Bosch; zo omschreef de Duitse kunsthistoricus Max Friedländer het als 'an old copy'. Bij gebrek aan een origineel wordt deze theorie tegenwoordig echter verworpen. Het werk is mogelijk een vrije interpretatie van een tekening van Bosch met hetzelfde onderwerp in het Kupferstichkabinett in Berlijn.

## Andere versies
Van het werk bestaan op zijn minst drie andere versies. Het eerste, dat zich in een privéverzameling in Parijs bevindt (voorheen verzameling Baron de Montalba, Senlis), is mogelijk geschilderd door Gielis Panhedel toen deze werkzaam was in het atelier van Bosch. Het tweede bevindt zich in de voormalige verzameling van comte R. Balny d'Avricourt in Parijs. Het derde, dat zich in een privéverzameling in Bazel bevindt, bevat in gotische letters het opschrift 'Jheronimus bosch inven[it]' (Jheronimus Bosch heeft dit bedacht). Volgens de kunsthistoricus Max Friedländer bevindt het betere exemplaar uit deze groep Zangers en musici in een ei zich in het Museum voor Schone Kunsten in Rijsel.

## Herkomst
Het werk werd in 1890 voor 400 frank door het Palais des Beaux Arts in Rijsel gekocht van een zekere Morhange, een kunsthandelaar of -verzamelaar uit Parijs.

## Tentoonstelling
Zangers en musici in een ei maakte deel uit van de volgende tentoonstellingen:
- Bosch, Goya et le fantastique, Musée des Beaux-Arts, Bordeaux (stad), 20 mei-31 juli 1957, cat.nr. 26.
- De eeuw van Bruegel. De schilderkunst in België in de 16e eeuw, Koninklijke Musea voor Schone Kunsten van België, Brussel, 27 september-24 november 1963, cat.nr. 40, p. 66, afb. 7 (als kopie naar Jheronimus Bosch).
- Jheronimus Bosch, Noordbrabants Museum, 's-Hertogenbosch, 17 september-15 november 1967, cat.nr. 38, p. 136, (als kopie naar of navolger van Jheronimus Bosch, Concert in het ei).
- Muziek gespeeld en verbeeld Schilderijen, Noordbrabants Museum, 's-Hertogenbosch, 26 april-31 augustus 2008.